# マナモック島
マナモック島はフィリピンのパラワン州東部、スールー海にある島。島一つでバランガイと呼ばれる地区にもなっている。パラワン島とパナイ島の間にあるクーヨー諸島のキニルバン諸島の一つである。

## 地理
マナモック島はクーヨー諸島の多くの島と同じく、火山を起源に持つ。ほぼ円形の島であり、直径は3km前後、面積は合計516ヘクタールほどである。
島は珊瑚礁に囲まれており、海洋生物も豊富である。南西部に環礁の低い場所があり、この場所が礁湖内に入れる船の大きさを制限している。礁湖は干潮時に1m未満である。

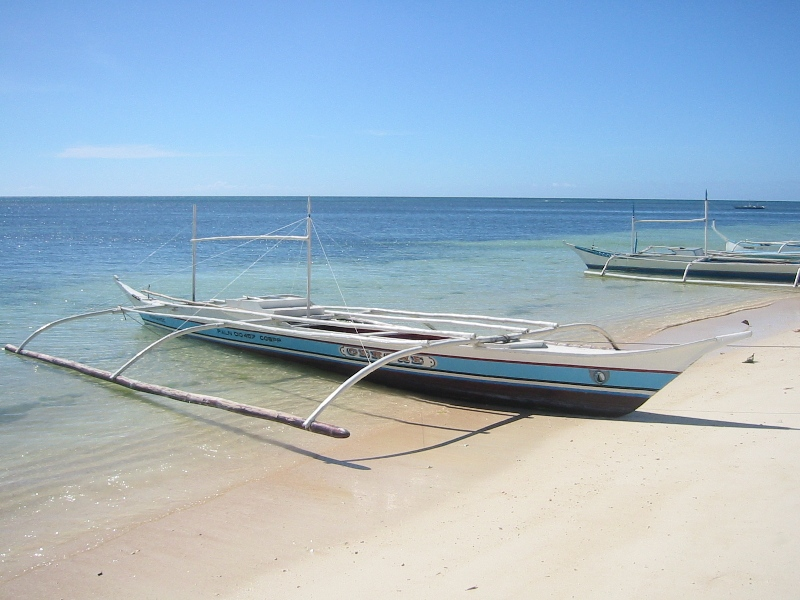
村落の近くに泊められた漁船

最高地点はイングリッシュ山であり、標高はおおよそ220mで、トレッキングが可能である。

## 経済
島は基本的に漁業、海草栽培、農業などで自活している。
5kmほど北東にアマンプロが経営するパマリカン島が存在し、行楽地となってから、住民の多くがパマリカン島で雇用者として働いている。行楽地化してから、マナモック島や近隣の島の住民はパマリカン島で必要な食料や物資を供給するといった他の生計も生まれている。

## 社会基盤
20年間海域を保護するための合意と引き換えに非営利団体のシーコロジーが学校、地区役所、診療所などに電気系統を提供している。
島内の携帯電話サービスはSmart社がイングリッシュ山にある電波塔を利用して行っている。島内の郵便番号は5318である。

## 観光
島内の観光地化はまだ途中であり、自然と親しむことを目的とした観光客に向いている。踏み鳴らされた道から外れ、地元の人々と時を過ごすことを望んで来た観光客に人気である。島の地域生活に興味を持ってパマリカン島から来島する外国人観光客が一定の数存在する。

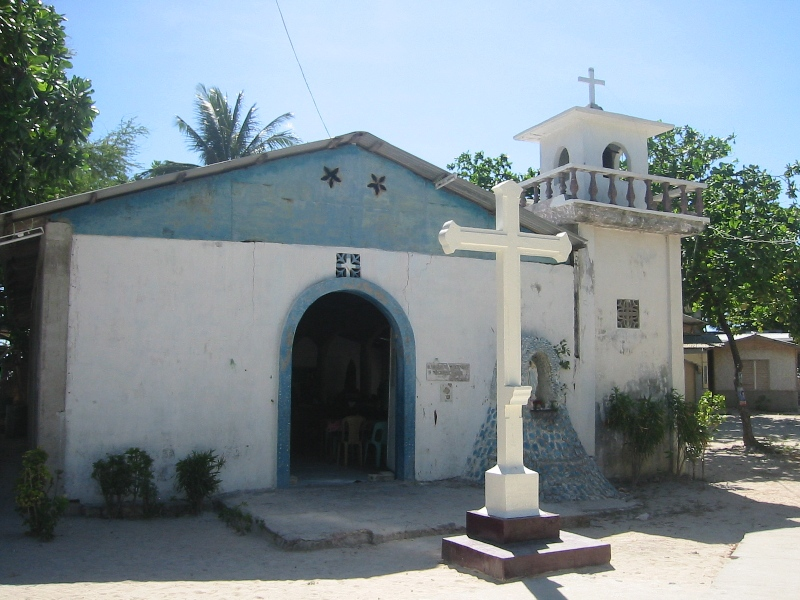
島内のカトリックの教会

シュノーケリングに向いており、ドイツの非営利団体シーコロジーの協力で、2002年に住民がマナモック島周辺に267エーカーの海洋保護地区を設置している。
島内には地元の人たち向けの酒場とレストランが数件あるのみである。

## 天候
天候は1月から5月にかけては乾燥して風の強い北東モンスーンが、7月から11月は雨の多い南西モンスーンが季節を作っており、8月や12月にはサイクロンが襲来することが多い。

## 住民
2007年の時点で人口は2001人だった。島内は清潔で豊かであり、児童のための教育施設も充実している。
主な宗教はカトリックである。

## 註
1. ↑  U.S. Coast and Geodetic Survey, "U.S. Coast Pilot, Philippine Islands, Volume 2". Washington Government Printing Office, 1922.
2. ↑  Peters, Jens, "Philippines Travel Guide", p.858. Jens Peters Publications, 2005.
3. 1 2  Seacology Germany. "Seacology Island Projects.Manamoc" Archived 2011年7月20日, at the Wayback Machine., Seacology.org. Retrieved on 2010-09-22.
4. ↑  Peterson, Karen (2008-07-08). "Reporting from the Philippines". Seacology Island Environment Log. Retrieved on 2011-01-29.
5. ↑  "Map of Manamoc". Flickr. Retrieved on 2011-01-28.
6. ↑  National Statistical Board (2010-06-30). "Municipality of Cuyo Archived 2010年11月14日, at the Wayback Machine.". PSCG Interactive. Retrieved on 2010-09-25.